# Českomoravská konfederace odborových svazů
Českomoravská konfederace odborových svazů (ČMKOS) je tzv. odborová centrála, tedy sdružení odborových svazů v Česku. Vznikla transformací bývalého Revolučního odborového hnutí a poté oddělením české a slovenské části po rozpadu Československa. Spolu s ASO ČR zastupuje odbory v Radě hospodářské a sociální dohody (tripartitě).
V roce 2018 bylo jejími členy celkem 29 odborových svazů vytvořených většinou podle profesní příslušnosti. Nejvyšším orgánem mezi sjezdy je Sněm ČMKOS a výkonným orgánem je Rada ČMKOS. Statutárním orgánem je vedení složené z předsedy a dvou místopředsedů. Sídlí v Praze na adrese Politických vězňů 1419/11, 110 00 Praha 1, kam se v roce 2021 přestěhovala z původního dlouholetého sídla v Domě odborových svazů na adrese náměstí Winstona Churchilla 1800/2, 130 00 Praha 3.
Program ČMKOS se soustředí na ochranu zaměstnanců v mnoha směrech, důchodovou politiku, propagaci odborové činnosti a mezinárodní spolupráci. Vydává Revue Sondy.

## Historie
V březnu 1990 byla ukončena činnost ROH a 41 zakládajících svazů vstoupilo do nové Československé konfederace odborových svazů. Její českomoravská komora vznikla v dubnu téhož roku. Současný název nese od roku 1998.

## Předsedové
- 1990–1994 Vladimír Petrus
- 1994–2002 Richard Falbr
- 2002–2010 Milan Štěch
- 2010–2013 Jaroslav Zavadil
- 2013–2014 Václav Pícl (pověřen řízením)
- 2014–2024 Josef Středula[3][4]
- 2024 Vít Samek (pověřen řízením)[5]
- 2024 Radka Sokolová (pověřena řízením)[6]
- od 2024 Josef Středula[7]